# Bonoso y Maximiano
San Bonoso y San Maximiano, mártires cristianos del siglo IV de Arjona (Jaén). Su fiesta se celebra el 21 de agosto.

## Historia
Los santos gloriosos Bonoso y Maximiano, padecieron el martirio durante la décima persecución contra los cristianos, promovida por los emperadores Diocleciano y Maximiano. Eran naturales de Iliturgi, colonia romana muy cerca de la actual Mengíbar. En su juventud siguieron la carrera de las armas, e intervinieron con valentía para sofocar la rebelión del Prefecto de Itálica, Numeriano, que se había sublevado contra Roma. Por este hecho de armas fueron distinguidos e invitados por el presidente Daciano, a dar gracias a las divinidades romanas, ofreciéndoles incienso y sacrificios en el Alcázar de Arjona, donde estaba su tribunal para juzgar a los cristianos. Como estos jóvenes se negaran a obedecer las órdenes del presidente y 
confesaran públicamente, que ellos “eran soldados de Cristo antes que de los emperadores“, fueron puestos en prisión, cargados de grillos y cadenas, azotados y sometidos a tormentos de la tróclea; hasta que decapitados, entregaron sus vidas a Dios el 21 de agosto del año 308 de nuestra era, siendo Bonoso de 21 años y Maximiano de 18.

## Apariciones
Las reliquias de Bonoso y Maximiano, junto con las de otros muchos mártires, que sufrieron tormentos en el mismo lugar, aparecieron el 14 de octubre de 1628 y años subsiguientes, entre los muros del Alcázar, con prodigios y señales celestes.

## Patronazgo
El cardenal Moscoso y Sandoval, obispo de Jaén, los declaró patronos de Arjona, calificando sus reliquias, y edificó para su culto un suntuoso santuario en el siglo XVII.

## Fiestasantos
Fiestasantos es la fiesta más importantes de las celebradas en Arjona a lo largo del año. Se realizan en honor de los patronos del municipio, San Bonoso y San Maximiano, los santos de Arjona. De ahí el curioso nombre de «Fiestasantos», con que se conocen estos días festivos. Son jornadas en que los diversos actos religiosos, deportivos, lúdicos y culturales se suceden casi ininterrumpidamente, del 11 al 24 de agosto. El día más importante es el 21, en que tiene lugar la procesión de las imágenes y las reliquias de los santos. A lo largo de esta semana, tienen lugar distintas tradiciones que se mantienen vivas desde sus orígenes legendarios tales como:
- El repique de la Campanica del Turrón, cada mañana (de 11:30 a 12:00 horas) desde el inicio de las fiestas hasta que acaban, seguida del gran repique de las campanas de las demás Parroquias y disparo de cohetes.

- Traslado de las Sagradas Reliquias (11 de agosto) a la iglesia de Santa María, donde están ubicados los santos.

- Los Pesos, para recolectar donativos pesando a personas en una romana, quienes entregan el equivalente en trigo o su valor en dinero, y echar las Banderas, cubriendo con las banderas de los Santos, acompañado con el himno de los Santos, a los presentes en las calles de Arjona.

- La Procesión de la Luminaria (19 de agosto): niños y niñas procesionan con faroles fabricados a partir de un melón, en recuerdo de las luces que en 1628 señalaron dónde se encontraban los restos de los mártires.

- La Quema de Daciano (19 de agosto), delegado de Roma en Urgavo que martirizó a los Santos sometiéndolos a cruenta tortura y posterior decapitación. Por ello se quema a un muñeco vestido de romano en el lugar del martirio, lo que se conoce como el Cementerio de los Santos, junto a la Plaza de Santa María.

- Día más importante del año en arjona (21 de agosto) los santos junto a sus reliquias pasan por las calles más importantes hasta subir por unas escaleras ("escalericas") para llegar a la iglesia de Santa María, que después de varias entradas y salidas se encierran los santos.

- Último traslado de las Sagradas Reliquias a su lugar de origen (22 de agosto).

- Fuegos artificiales en el Paseo Nuevo para cerrar las fiestas (24 de agosto).